# Рівненський бурштин

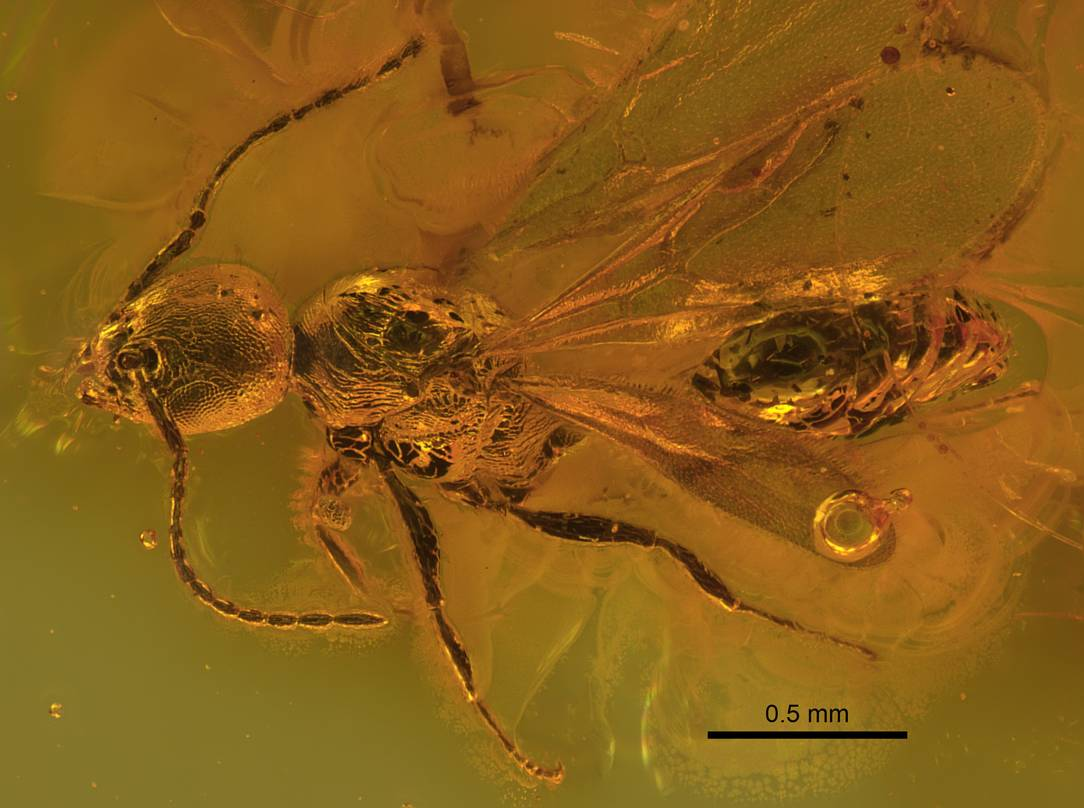
Викопна мураха Eocenomyrma ukrainica Radchenko & Dlussky, 2016 в рівненському бурштині, описана вперше для науки О. Г. Радченком та

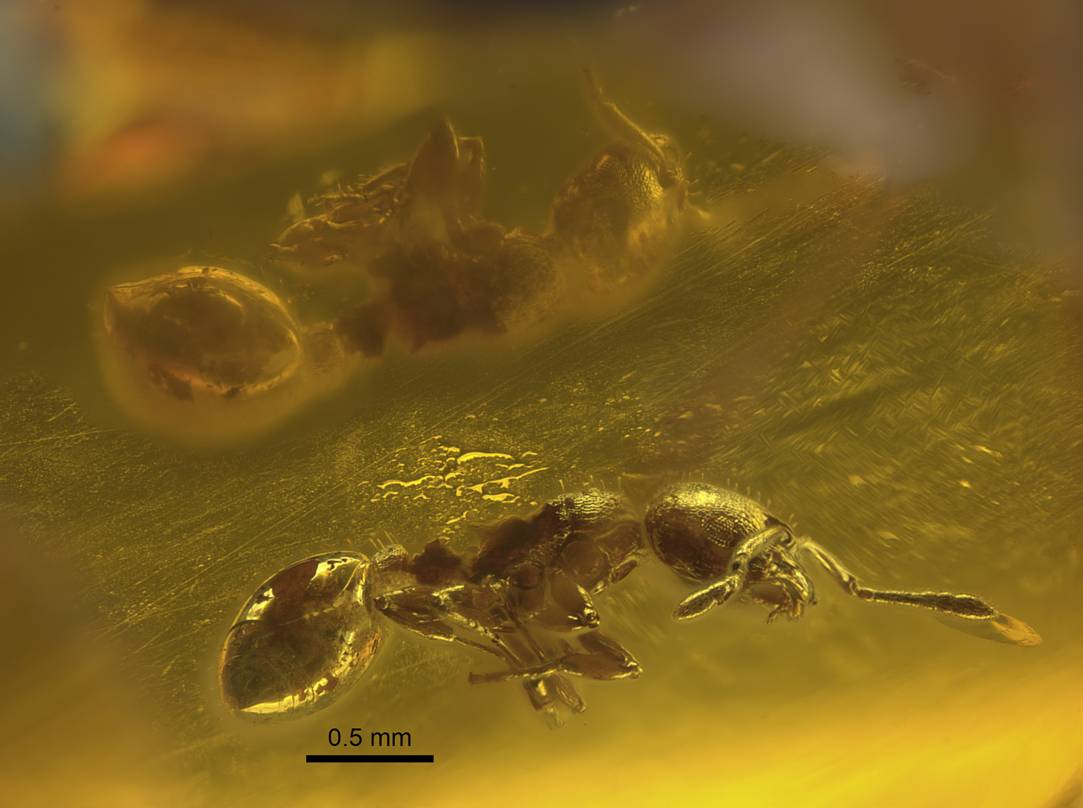
Викопна мураха Eocenomyrma breviscapa Radchenko & Dlussky, 2016 в рівненському бурштині, описана вперше для науки О. Г. Радченком та

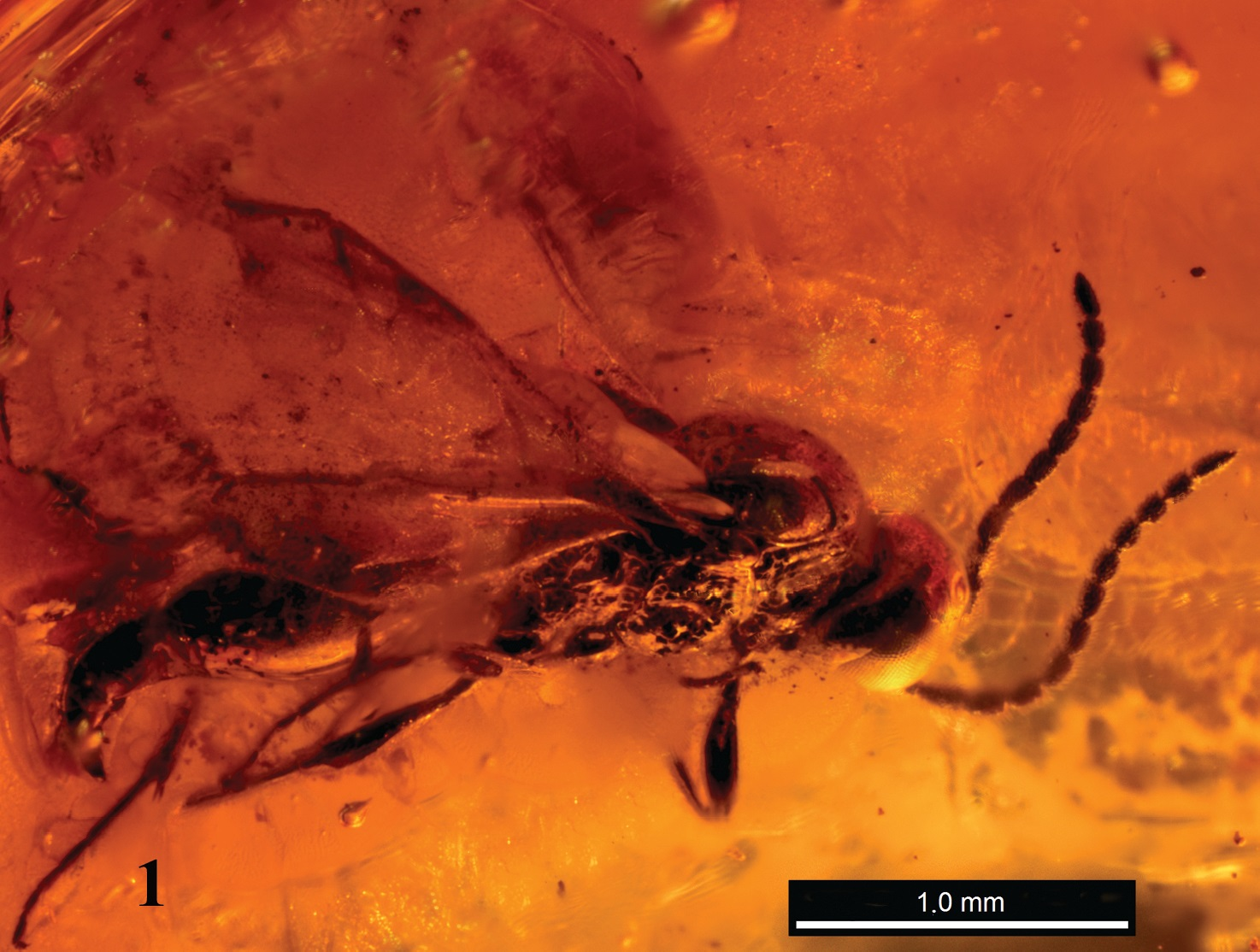
Викопна оса Disogmus rasnitsyni Kolyada & Perkovsky, 2011 в рівненському бурштині, описана вперше для науки В. О. Колядою та Є. Е. Перковським

Рівненський бурштин — різновид бурштину, поширений переважно в Рівненській області (північно-західна Україна).

## Опис
Рівненський бурштин утворився близько 40 млн років тому в еоцені, в період, коли територія сучасної України була островом, а території сусідніх Білорусі та Польщі морем. Людиною він використовувався з часів палеоліту і неоліту (археологами в Українському Поліссі виявлені прикраси та амулети з включеннями рівненського бурштину).
Рівненський бурштин, також як і балтійський бурштин на 3-8 % складається з бурштинової кислоти (Succinic acid, лежить в основі смоли сукцініта). Так як за своїми фізико-хімічними властивостями рівненський бурштин практично не відрізняється від балтійського, то його деякі вчені називають балтійським. Але рівненський «сонячний камінь» має особливий зеленуватий відтінок і, за словами майстрів, він легше в обробці.
Серед основних родовищ рівненського бурштину: Клесівське (Клесів) і Дубровицьке (Дубровиця).

## Фауна рівненського бурштину
Серед викопних знахідок в інклюзії рівненського бурштину знайдені скорпіони, косарики, псевдоскорпіони, кліщі, павуки, комахи (оси, мурахи, їздці, веснянки, сітчастокрилі, твердокрилі, напівтвердокрилі, трипси, попелиці, двокрилі), а також нематоди, багатощетинкові черви і останки пір'я птахів і волосся ссавців.
Перші інклюзиви комах (Двокрилі, Перетинчастокрилі, Твердокрилі) в рівненському бурштині були знайдені в 1994 році.
Однією з наймасовіших груп комах в рівненському бурштині визнані мурахи, яких там виявлено та описано понад 60 видів і 30 родів (дані на початок 2013 року). До чверті всіх знахідок мурах доводиться на один масовий вид — Lasius schiefferdeckeri.
- Ampulicomorpha succinalis (Ampulicidae).
- Boltonidris (2012, Перетинчастокрилі, мурахи)
- Cryptophagus harenus (2012, Твердокрилі, Cryptophagidae)
- Dolichoderus zherichini (2002, Перетинчастокрилі, мурахи)
- Eupsenella klesoviana (2014, Перетинчастокрилі, Bethylidae)
- Protomicroides sororius (2010, Перетинчастокрилі, краброніди)
- Rovnocapnia ambita (2009, Веснянки, Capniidae)
- Rovnodidactylomyia (2012, двокрилі, Галиці)
- Yantaromyrmex (2013, Перетинчастокрилі, мурахи)
- Telmatophilus sidorchukae (2020, Кукуйоїдні, Жуки)[1]

## Історія

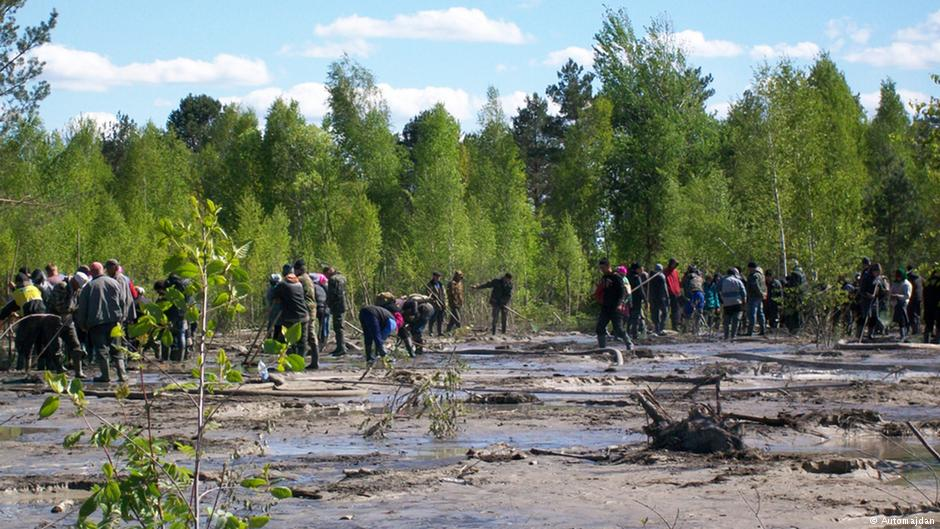
Нелегальні бурштинові копальні в Україні

До 1990-х років розробки велися кустарно, хоча сам рівненський бурштин був відомий і раніше.
У 1993 році для видобутку бурштину промисловим способом було утворено державне підприємство «Укрбурштин» (ДП «Бурштин України») при Міністерстві фінансів України. Щорічний видобуток становив від 1 до 3 тонн.
На базі бурштинової фабрики «Бурштин України», в будівлі Рівненського будинку вчених, відкритий[коли?] Музей бурштину. 
Поинаючи з 2014 року на територіях ведеться нелегальний видобуток бурштину, що призвело до виникнення зони екологічного лиха. Експерти оцінюють обсяг нелегального видобутку бурштину на північному заході України від 120 до 300 тонн бурштину на рік з оборотом тіньового ринку — 200—300 млн доларів.
Від 2020 року у місцях бурштинових копалень починають з'являтись туристичні об'єкти. Насамперед це гранітні кар’єри, які залишились після видобутку бурштину та цінних порід.

## Дослідження
У 2001 році почала створюватися наукова колекція інклюзів у бурштині в Інституті зоології ім. Івана Шмальгаузена Національної академії наук України в Києві. Значний внесок у вивчення еоценового біорізноманіття з рівненського бурштину, переважно членистоногих, зробили науковці цієї установи — Є. Е. Перковський (куратор колекції), О. Г. Радченко, С. А. Сімутнік, В. Ю. Назаренко, О. В. Гумовський, В. К. Односум, В. Г. Толканіц, К. В. Мартинова та інші.